# Jean-Émile Humblet
 (septembre 2014).
Si vous disposez d'ouvrages ou d'articles de référence ou si vous connaissez des sites web de qualité traitant du thème abordé ici, merci de compléter l'article en donnant les références utiles à sa vérifiabilité et en les liant à la section « Notes et références ».
Jean-Émile Humblet (né à Liège le 7 octobre 1920 ; mort à Louvain-la-Neuve, le 10 décembre 2014) est un homme politique belge et un militant wallon du Rassemblement populaire wallon et du Rassemblement wallon. Il milite également au mouvement apolitique Wallonie libre.
Docteur en droit, licencié en économie de l'université catholique de Louvain, docteur en économie de l'université de Paris, il est administrateur principal de la Haute autorité de la CECA à Luxembourg (1953-1961), puis professeur à l'ICHEC (1964).

## Biographie
Proche de Jacques Leclercq quand il était étudiant à Louvain, il est un des jeunes fondateurs de Rénovation wallonne. Il adhère en ces années-là à l'Union démocratique belge et participe au Congrès national wallon de 1945. Il découvre peu à peu l'ouvrage de penseurs comme Alexandre Marc, Denis de Rougemont, Guy Héraud.
Il participe au réveil des mouvements wallons dans les années 1960, adhère au Rassemblement wallon dès sa création en est sénateur de 1978 à 1981. Resté au parti lors de la rupture avec ses ministres provoquée par Paul-Henry Gendebien lors de son adhésion à la théorie du fédéralisme intégral de Proudhon. Il choisit ensuite avec Yves de Wasseige un rapprochement avec les socialistes sous forme d'un cartel électoral. Il siège comme Sénateur jusqu'en 1985 comme apparenté au PS.
Il apporte son appui à la création de Wallonie Région d'Europe lors de sa création en 1986. Il a été actif toute sa vie dans le monde chrétien notamment comme directeur des deux volumes intitulés Église et Wallonie (1983 et 1984) et il a également fondé Église-Wallonie en 1984. Jean-Émile Humblet a participé à la fin de sa vie aux activités du Mouvement du manifeste wallon et dans ce cadre il réclamait le transfert des matières culturelles (et des autres compétences) de la Communauté française de Belgique) à la Wallonie.
Il avait fondé en 1987, avec son épouse Françoise Vieujeant,  la Fondation wallonne Pierre-Marie et Jean-François Humblet du nom de leurs deux enfants adoptés qu'ils ont perdu très tôt. Il attaqua en 2001 le duc de Wellington estimant qu'il avait un privilège lié à son titre. L'état ne reconnut pas l'argument et précisa que le duc de Welligton recevait non pas un privilège mais bien une "dotatation" inattaquable et incontestable. Aujourd'hui, les fermiers de la plaine de Waterloo apprécient toujours les largesses du duc.
Jean-Émile Humblet était aussi connu pour son intérêt actif dans le monde de l'information-documentation : il remplit les fonctions de secrétaire général de la Fédération internationale de Documentation (FID) et œuvra à la fondation en 1978 de la Conférence européenne des associations de sciences de l’Information (ECIA). Il fut par ailleurs Président de l'Association Belge de Documentation. Il est également auteur de l'ouvrage "Comment se documenter" .

## Distinctions
- Officier du Mérite wallon (O.M.W.) 2012
- Membre d'honneur de l'Association Belge de Documentation